# Andreas Romberg
Andreas Jakob Romberg (ur. 27 kwietnia 1767 w Vechcie, zm. 10 listopada 1821 w Gocie) – niemiecki skrzypek i kompozytor.

## Życiorys
Syn kompozytora i klarnecisty Gerharda Heinricha, kuzyn Bernharda. Podstawy edukacji muzycznej otrzymał u ojca, z którym początkowo razem występował, m.in. we Frankfurcie nad Menem (1782) i Paryżu (1784–1785). Grał także razem z kuzynem. W 1790 roku został muzykiem na dworze w Bonn, skąd w 1793 roku w związku z francuską inwazją uciekł do Hamburga. W latach 1795–1796 odbył podróż do Włoch, następnie w 1796 roku gościł w Wiedniu. Po 1800 roku osiadł w Hamburgu. W 1809 roku otrzymał tytuł doktora honoris causa Uniwersytetu w Kilonii. W 1815 roku został kapelmistrzem na dworze w Gocie.
Tworzył w stylu klasycystycznym, zdradzającym wpływ Haydna i W.A. Mozarta. Skomponował m.in. 9 symfonii, 20 koncertów skrzypcowych, 25 kwartetów smyczkowych, kompozycje o charakterze religijnym (w tym muzykę do słów poematu Mesjada F.G. Klopstocka). Dużą popularnością cieszyła się kompozycja na chór i orkiestrę Das Lied von der Glocke do słów Friedricha Schillera.